# Judán
Judán (llamada oficialmente Santa María Madanela de Xudán) es una parroquia y una aldea española del municipio de Puente Nuevo, en la provincia de Lugo, Galicia.

## Otras denominaciones
La parroquia también es conocida por el nombre de Santa María Magdalena de Xudán.

## Organización territorial
La parroquia está formada por nueve entidades de población:
- Beche
- Eirexúa
- Folgueirúa
- Lamarcide
- Pipín
- Selas (As Selas)
- Villaje
- Villarín (Vilarín)
- Xudán

## Demografía

### Parroquia
| Gráfica de evolución demográfica de Judán (parroquia) entre 2000 y 2020 |
|                                                                         |
| Datos según el nomenclátor publicado por el INE.                        |

### Aldea
| Gráfica de evolución demográfica de Xudán (aldea) entre 2000 y 2020 |
|                                                                     |
| Datos según el nomenclátor publicado por el INE.                    |